# Landwirtschaftliches Technologiezentrum Augustenberg
Das Landwirtschaftliche Technologiezentrum Augustenberg (LTZ Augustenberg) in Karlsruhe-Durlach ist eine Landesanstalt des Ministeriums für Ernährung, Ländlichen Raum und Verbraucherschutz Baden-Württemberg.

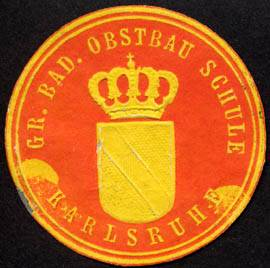
Obstbauschule Karlsruhe, Siegelmarke

## Geschichte
Der Augustenberg ist ein Vorberg des Kraichgaus im Osten von Karlsruhe. Dieser Hügel wurde jahrhundertelang als Wirtschaftsgarten und fürstliches Kammergut des Schlosses Augustenburg genutzt. Die Eigentumsrechte gingen 1892 an das Land Baden.
Die bereits im Jahr 1851 gegründete Großherzoglich badische landwirtschaftliche Gartenbauschule in Karlsruhe, erweitert um die landwirtschaftliche Winterschule (1864) und die Obstbauschule (1873) wurde 1894 auf den Augustenberg verlegt. Die Schule wurde mit dem dortigen Gutsbetrieb (82 ha) verschmolzen, zur Fachschule mit Internat ausgebaut und als regionales Landwirtschaftsamt eingerichtet.
Aus der chemischen und der botanischen Versuchsanstalt Karlsruhe entstand 1901 die Staatliche Landwirtschaftliche Versuchsanstalt Augustenberg, die sich dem Verband deutscher landwirtschaftlicher Untersuchungs- und Forschungsanstalten anschloss und 1968 in Staatliche Landwirtschaftliche Untersuchungs- und Forschungsanstalt (LUFA) umbenannt wurde. Im Jahre 2005 wurde der Obstbau Lehr- und Versuchsbetrieb der LUFA angegliedert. Seine Aufgabe ist die Prüfung von Sorten und Unterlagen, die Durchführung von Anbau- und Pflanzenschutzversuchen und die Beratung für den Obstbau.
Am 1. Januar 2007 wurde das Landwirtschaftliche Technologiezentrum Augustenberg (LTZ Augustenberg) gegründet. Es ging aus den drei zuvor selbständigen Einrichtungen Landwirtschaftliche Untersuchungs- und Forschungsanstalt, Landesanstalt für Pflanzenschutz (Stuttgart) und Landesanstalt für Pflanzenbau (Rheinstetten-Forchheim) mit dem Institut für umweltgerechte Landbewirtschaftung in Müllheim und dem Saatbauamt in Donaueschingen hervor. Heute befassen sich etwa 300 Mitarbeiter am Hauptsitz Augustenberg und den Außenstellen mit Fragen des Pflanzenbaus, der Pflanzengesundheit und der Produktqualität. In seinen Laboren analysiert das LTZ Augustenberg jährlich Tausende von Proben im Auftrag von Behörden, Unternehmen und Privatpersonen.

## Standorte
Der Hauptsitz des LTZ Augustenberg ist in Karlsruhe-Durlach. Daneben gibt es folgende Außenstellen:
- Außenstelle Donaueschingen mit dem Schwerpunkt Kartoffelanbau
- Außenstelle Emmendingen-Hochburg am Kompetenzzentrum Ökologischer Landbau Baden-Württemberg (KÖLBW)
- Außenstelle Rheinstetten-Forchheim mit dem Schwerpunkt pflanzenbauliches Versuchswesen
- Versuchsstation Tettnang mit dem Schwerpunkt Hopfenanbau

Außerdem führt das LTZ Augustenberg auf dem Stifterhof in Odenheim einen Versuchsbetrieb.

## Tätigkeitsfelder
Das LTZ Augustenberg ist in den folgenden Tätigkeitsfeldern aktiv:
- Wasserschutz
- Landwirtschaftlicher Bodenschutz
- Klimaschutz
- Agrobiodiversität
- Konventioneller Acker- und Pflanzenbau
- Ökologischer Landbau
- Obstbau
- Nachwachsende Rohstoffe
- Saatgutanerkennung und Saatgutverkehrskontrolle
- Futtermittelkontrolle
- Notifizierung von Laboren
- Pflanzenschutz und Vollzug des Pflanzenschutz-Gesetzes
- Informations- und Wissenstransfer